# 三木遊泳
三木遊泳（みき ゆうえい、1973年 - ）は日本の小説家。ライトノベル作家。女性。
「チョコと花びら」で第6回電撃hp短編小説賞銀賞を受賞し、デビュー。同短編は「カレイドスコープのむこうがわ」に収録。

## 主な著作
全て電撃文庫刊。
カレイドスコープのむこうがわ（イラスト：ぷよ）
- カレイドスコープのむこうがわ（2007年03月）
- カレイドスコープのむこうがわ 2（2007年09月）

ゼペットの娘たち（イラスト：宮田筝治）
- ゼペットの娘たち（2008年07月）
- ゼペットの娘たち 2（2008年11月）